# Fogn
Fogn est une  île habitée de la commune de Stavanger, dans le comté de Rogaland en Norvège, dans la mer du nord.

## Description
L'île de 10,4 km2 se trouve au sud-est de l'île de Finnøy et au nord-est de l'île de Talgje, à environ 25 kilomètres au nord-est de la ville de Stavanger. Elle fait partie du groupe des îles de Finnøy. L'église de Fogn, construite en 1991, est située sur l'île.
L'île est particulièrement connue pour sa grande production de tomates sous serre, environ 15 pour cent de la production totale de la Norvège. Cela emploie de grandes quantités de main-d'œuvre étrangère sur l'île. Il y a beaucoup de résidents d'été qui vivent dans des chalets d'été sur l'île. L'île possède son propre jardin d'enfants et une école primaire. À partir de la 8e année, les élèves doivent prendre le bateau pour se rendre au collège, situé sur l'île de Finnøy.
Il n'y a pas de liaison routière vers l'île. Il existe des liaisons régulières par ferry vers Judaberg sur l'île de Finnøy ainsi que vers certaines des autres petites îles environnantes et vers le continent.